# Myrmecorhynchus

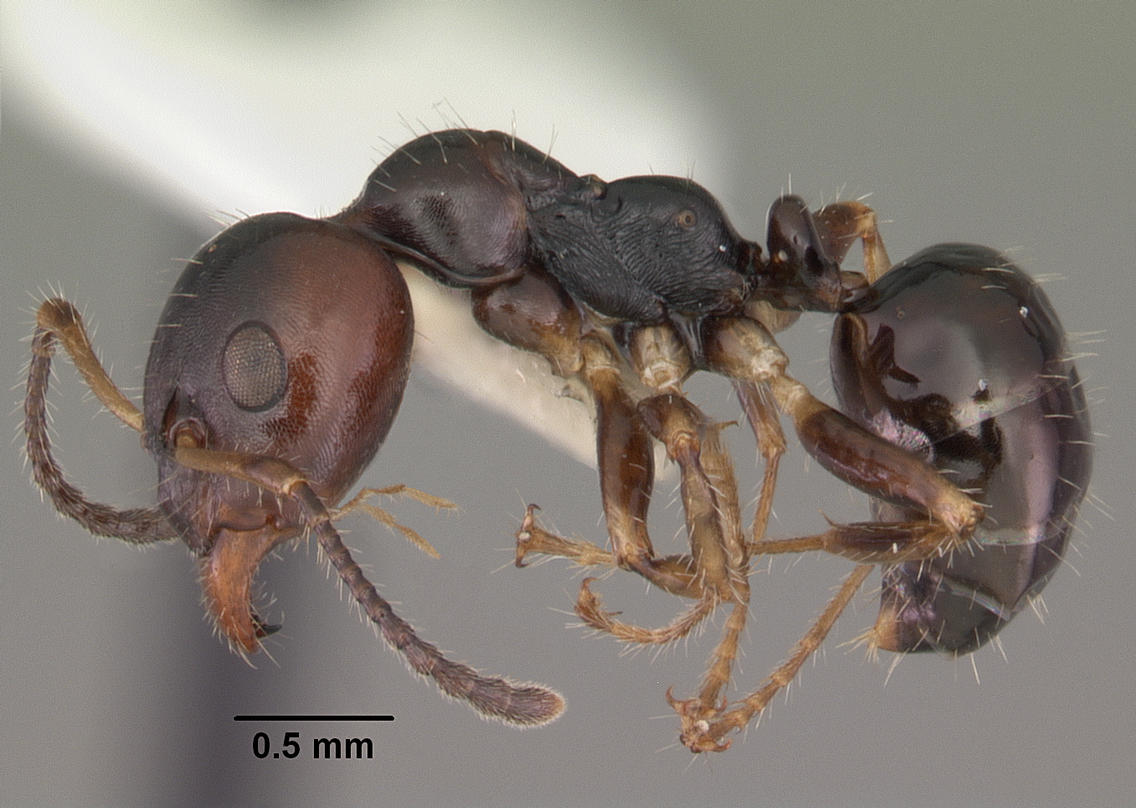
Муравей Myrmecorhynchus emeryi

Myrmecorhynchus (лат.) — род муравьёв подсемейства формицины (Formicinae). Австралия.

## Описание
Мелкие земляные и древесные муравьи коричневого цвета. Заднегрудка округлая без проподеальных шипиков. Усики самок и рабочих 12-члениковые (у самцов антенны состоят из 13 сегментов). Жвалы рабочих с 6-13 зубцами. Нижнечелюстные щупики 6-члениковые, нижнегубные щупики состоят из 4 сегментов. Голени средних и задних ног с одной апикальной шпорой.
Стебелёк между грудкой и брюшком состоит из одного сегмента (петиоль).

## Систематика
По результатам молекулярно-генетических исследований (на основе работы Ward et al 2016) включён в состав трибы Melophorini (= Myrmecorhynchini, = Notostigmatini).
- Myrmecorhynchus carteri Clark, 1934 — Австралия
- Myrmecorhynchus emeryi André, 1896 — Австралия
- Myrmecorhynchus musgravei Clark, 1934 — Австралия
- Myrmecorhynchus nitidus  Clark, 1934 — Австралия
- Myrmecorhynchus rufithorax Clark, 1934 — Австралия